# Gobiopterus macrolepis
Gobiopterus macrolepis är en fiskart som beskrevs av Cheng, 1965. Gobiopterus macrolepis ingår i släktet Gobiopterus och familjen smörbultsfiskar. Inga underarter finns listade i Catalogue of Life.